# 迪安·克劳福德
迪安·克劳福德（英語：Dean Crawford，1958年2月28日—），加拿大男子赛艇运动员。他曾代表加拿大参加1984年夏季奥林匹克运动会赛艇比赛，获得男子八人单桨有舵手金牌。